# 川喜田二郎
川喜田 二郎（かわきた じろう、1920年（大正9年）5月11日 - 2009年（平成21年）7月8日）は、日本の地理学者、文化人類学者。東京工業大学名誉教授。

## 経歴
出生から修学期
1920年(大正9年)、三重県津市で生まれた。京都府立第一中学校（現：京都府立洛北高等学校・附属中学校）に入学し、山岳部に入る山岳部の先輩の今西錦司らと山歩きに没頭。1937年に卒業。第三高等学校理科に進学し、1941年に卒業。
京都帝国大学文学部に進学し、地理学を専攻した。京都帝大時代は山岳部に入部し、今西錦司、森下正明、梅棹忠夫、吉良竜夫らと共に探検隊を結成。カロリン諸島や大興安嶺山脈を探検した。1942年の北部大興安嶺探検隊では、今西錦司が隊長、川喜田が支隊長であった。1943年、京都帝国大学文学部地理学科を卒業し、文学士号を取得。
大学卒業後
1943年、昭和通商株式会社に入社し、1945年まで勤務。その間、1944年2月に陸軍に召集された。
太平洋戦争後
1945年、木原生物学研究所嘱託に採用された。1946年、東海大学予科教授に就いた。1950年、大阪市立大学法文学部（現：文学部）地理学教室助教授に転じた。この頃より、ネパールを研究フィールドとするようになった。1958年、西北ネパール学術探検に参加し、隊長を務めた。
1960年、東京工業大学助教授に就任。1961年に教授昇格。1963年から1964年には、東南アジア稲作文化調査団を組織し、団長を務めた。1964年、日本ネパール協会を設立。1967年、情報整理と発想のための手法としてKJ法を開発・発表。1969年、東京工業大学教授を辞任し、移動大学を始めた。
1970年、川喜田研究所を設立し、代表を務めた。1978年、筑波大学教授に就任。1985年に筑波大学を退任し、名誉教授となった。同年4月からは中部大学教授として教鞭を執った。1991年、東京工業大学名誉教授となった。2009年7月8日、敗血症により満89歳で死去。

### 委員・役員など
- 元日本ネパール協会会長
- 財団法人・日本エスペラント学会顧問

## 受賞・栄典
- 1978年：秩父宮記念学術賞を受賞。
- 1984年：マグサイサイ賞を受賞。
- 1993年：第4回福岡アジア文化賞学術研究賞を受賞。

## 研究内容・業績
生態学的な人文地理学を研究し、今西生態学の人類学方面の拡張を担った。豊富な野外調査の経験を基に、情報整理と発想のための手法としてKJ法を開発。ブレインストーミング後の整理法として、野外科学のみならず企業などでも広く応用され、その著書である『発想法』（正・続）と、『知の探検学』は大きな評判を呼んだ。
チベット関連の活動・研究
1953年にマナスル登山隊へ参加。有名シャンソン歌手イベット・ジローの名をもじって、「チベット二郎」の異名を持つほどの、チベット文化の理解者であった。
1963年と1964年の民族学調査をきっかけに、アンナプルナ山のふもとの山村の活性化と環境保全のため、NGO「ヒマラヤ保全協会」を結成した。中華人民共和国政権のチベット侵攻に際し、抗議の論陣を張りガンデンポタン（亡命政府）を支援し、頑として訪中しない方針を貫いた。

## 家族・親族
- 実父：川喜田半泥子(川喜田久太夫)は陶芸家、実業家。陶芸家としては「東の魯山人、西の半泥子」と呼ばれた[7]。百五銀行第6代頭取。川喜田家は代々伊勢商人で、川喜田家16代当主[8]。
- 長兄：川喜田壮太郎は銀行家。異母兄弟。
- 次兄：川喜田俊二(1906- )は 法政大学卒業後、明治生命保険勤務[9]。妻・櫻子の父方祖父は明治生命保険創立者阿部泰蔵、母方祖父は古川宣誉[10]。
- 長弟 川喜田洋(1923- )：親戚で百五銀行創業者の一人である雲井憲二郎[11]の養子となった[9]
- 姉：川喜田澄子は民族学者岡正雄の妻。[要出典]
- 長姉：川喜田秋子(1909- )は三重県立高女卒業。貴族院議員・仲田伝之𨱛包利の長男、日本勧業銀行員・仲田包寛に嫁いだ。
- 次姉：川喜田多香子(1913- )は三重県立高女卒業。
- 三姉：川喜田紫子(1916- )は三重県立高女卒業。李王職嘱託・松平義明[12]に嫁いだ。
- 長妹または四姉：川喜田薫(1920- )
- 次妹または長妹：川喜田玲子(1926- )は髙島屋勤務・飯田鉄太郎[13]に嫁いだ。
- 妻：川喜田喜美子
- 長男・川喜田八潮(1952- )は文芸評論家。同志社大学文学部卒。駿台予備学校日本史科講師、成安造形大学特任助教授のほか、文学・思想誌「星辰」を主宰。[14]

## 著作
著書
- 『ネパール王国探検記：日本人世界の屋根を行く』光文社カッパブックス 1957
  - 文庫化 講談社文庫 1976
- 『鳥葬の国 秘境ヒマラヤ探検記』光文社カッパブックス 1960
  - 復刻 1995年
  - 文庫化 講談社文庫 1978
  - 文庫再版 講談社学術文庫 1992
- 『チベット人 鳥葬の民』角川書店 1960
- 『ヒマラヤ：秘境に生きる人びと』高山龍三と共著、保育社(カラーブックス) 1962
- 『日本文化探検』講談社 1961
  - 文庫化 講談社文庫 1973
- 『パーティー学 人の創造性を開発する法』社会思想社(現代教養文庫) 1964
- 『チームワーク 組織の中で自己を実現する』光文社カッパビジネス 1966
- 『発想法 創造性開発のために』中公新書 1966
  - 改版 中公新書 2017
  - 文庫化 中公文庫 1984
- 『可能性の探険 地球学の構想』講談社現代新書 1967
- 『組織と人間 NHK現代科学講座』日本放送出版協会 1967
- 『続 発想法：KJ法の展開と応用』中公新書 1970
- 『野外科学の方法：思考と探検』中公新書 1973
- 『海外協力の哲学 ヒマラヤでの実践から』中公新書 1974
- 『「知」の探検学 取材から創造へ』講談社現代新書 1977
- 『ひろばの創造 移動大学の実験』中公新書 1977
- 『KJ法：渾沌をして語らしめる』中央公論社 1986
- 『素朴と文明』講談社 1987
  - 文庫化 講談社学術文庫 1989
- 『ヒマラヤ・チベット・日本』白水社 1988
- 『創造と伝統：人間の深奥と民主主義の根元を探る』祥伝社 1993
  - 『創造性とは何か』祥伝社新書 2010[15]
- 『野性の復興：デカルト的合理主義から全人的創造へ』祥伝社 1995
- 『環境と人間と文明と』古今書院 1999

著作集
- 川喜田二郎著作集（全13巻・別巻1）中央公論社 1995-1998

1. 1巻 登山と探検
2. 2巻 地域の生態史
3. 3巻 野外科学の思想と方法
4. 4巻 発想法の科学
5. 5巻 KJ法 渾沌をして語らしめる
6. 6巻 KJ法と未来学
7. 7巻 組織開発論
8. 8巻 移動大学の実験
9. 9巻 国際技術協力と地球環境
10. 10巻 ヒマラヤの文化生態学
11. 11巻 チベット文明研究
12. 12巻 アジア文明論
13. 13巻 創造と伝統
14. 別巻 私の人生論・年譜・著作目録・総索引

川喜田二郎 　朝日講座「探検と冒険」 全8巻 朝日新聞社　昭和４７年１月～
共編著
- 『人間　人類学的研究：今西錦司博士還暦記念論文集』梅棹忠夫・上山春平共編、中央公論社 1966
- 『未開の土地の部族』(現代の冒険 6) 責任編集、文藝春秋 1970
- 『雲と水と 移動大学奮戦記』講談社 1971
- 『移動大学 日本列島を教科書として』鹿島研究所出版会 1971
- 『ひろばの創造 移動大学の実験』中公新書 1977
- 『神話と伝説の旅』加藤千代共著、古今書院(ネパール叢書) 1981
- 『国際技術協力の哲学を求めて』名古屋大学出版会 1989
- 『ネパールの集落』古今書院(ネパール叢書) 1992
- 『ヒマラヤに架ける夢：エコロジーと参画に基づいた山村活性化』文真堂 1995年）
- 『京大探検部 1956-2006』京大探検者の会編、新樹社 2006[16]

記念論集
- 『融然の探検：フィールドサイエンスの思潮と可能性』川喜田二郎記念編集委員会編、清水弘文堂書房 2012

## 川喜田に関する資料
- 川喜田喜美子; 高山龍三 編『川喜田二郎の仕事と自画像―野外科学・KJ法・移動大学』ミネルヴァ書房、2010年。 NCID BB01951428。
- 相馬拓也2024「古写真でたどる川喜田二郎とヒマラヤ保全協会の50年史」『日本地理学会発表要旨集』2024doi

## 関連人物
- 今西錦司
- 森下正明
- 吉良竜夫
- 梅棹忠夫
- 上山春平
- 岩田慶治
- 藤岡喜愛
- 小松左京